# 卢址
卢址（1725年-1794年）。字丹陛，一字青厓，浙江省鄞县人，清朝中期藏书家。诸生。卢址有抱经楼，在宁波鄞县，而卢文弨筑有抱经堂，在杭州仁和，世称“东西二抱经”。

## 生平
卢址博学嗜古，工于诗词。每当遇到古籍善本，卢址均不惜重金购买收藏。他的藏书楼藏有很多诸如叶氏箓竹堂、丰氏万卷堂、毛氏汲古阁、祁氏澹生堂、汪氏古香楼等名家名馆的旧藏。
如果朋友中有奇异的书籍，卢址必千方百计借来抄写。卢址不分日夜校刊核对古籍善本，到了废寝忘食的地步。
卢址搜集收藏书籍长达三十年多年，收藏的书有好几万卷，一共装了四十七个大书橱，蔚为壮观。
卢址的藏书楼名叫抱经楼，来自韩愈《赠玉川子》中的句子“独抱遗经救始终”，学者钱大昕曾为之记。

## 逸事
卢址藏书严格学习遵守天一阁的范例。卢址的藏书楼在建筑格局上刻意模仿了天一阁。
卢址抱经楼之规章制度，诸如平日封锁、禁私开、禁出借、每岁伏日曝书等，均模仿自天一阁。
天一阁曾因为上呈清廷书籍六百余种，为清廷修编《四库全书》之用，得到御赐《古今图书集成》一部。卢址非常羡慕，竟然刻意模仿，派家僮北上京师，购《古今图书集成》的底稿，运回自己的藏书楼。书不远千里运到家的那一天，卢址穿戴严整，以大礼迎接书的到来，成为一时佳话。
卢址因为藏有很多方志书籍，如宁波地区的乡邦文献，以致当时的鄞县县令钱维乔要编写县志，也要到卢址抱经楼察阅搜罗资料。

## 后话
清朝咸丰十一年（1861年），卢址的抱经楼藏书惨遭劫掠。但这些藏书不久后被人出售，被鄞县商人杨氏发现。杨氏花了二千六百金的高价将这些出售的书籍一通买下，并将它们悉数免费归还抱经楼，亦成为一时佳话。
1916年，有抱经楼所藏的五万多卷书籍在上海“古书流通处”书肆出售，开价五万元。这些藏书遂分散于江浙各藏家，其中的大部分，流入吴兴刘氏嘉业堂（王欣夫《藏书纪事诗补正》中有记载）。

## 家族
卢文弨的族人。

## 著作
- 《四明文献集》一百四十卷
- 《抱经楼书目》一卷